# Bridge End (Shetland)

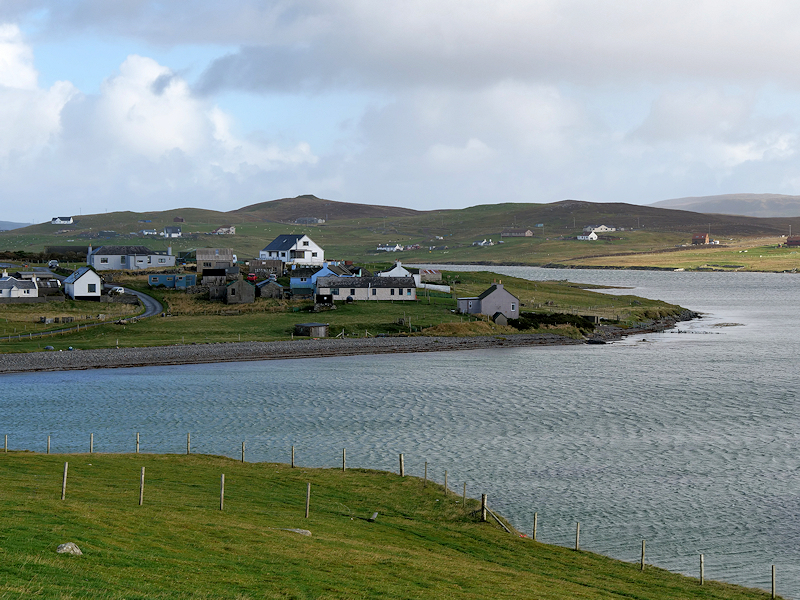
Blick von Süden auf den Ort

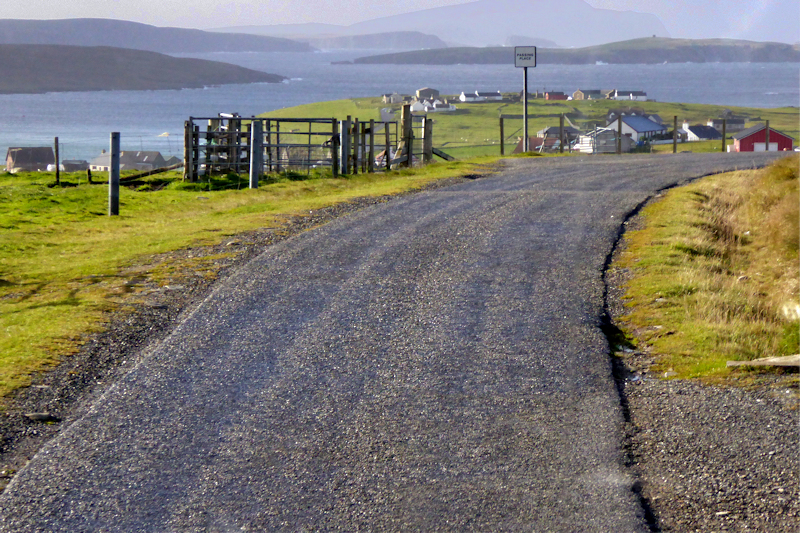
Blick von Norden auf den Ort

Bridge End ist eine Ortschaft, die im Südwesten der zu Schottland zählenden Shetlands liegt.

## Geographie
Bridge End ist eine kleine Siedlung, die im Zentrum der Insel West Burra am nördlichen Ende der Meeresbucht South Voe liegt. Der Name bezieht sich auf eine Brücke, die nach East Burra führt. Ortschaften in der Nähe sind Papil im Südwesten, Houss im Südosten sowie Meal im Nordwesten In Bridge End gibt es drei Kirchen und eine Marina.

## Historisches
Im Rahmen der historischen Gliederung Schottlands in Civil Parishes zählt Bridge End zu Lerwick. Die Kirche der Church of Scotland im Ort ist 2000 als Listed Building der Kategorie C eingestuft worden.